# フォートレス
『フォートレス』(Fortress)は、ロードランナー・レコードからアメリカ合衆国や日本で2013年9月25日に発売され、イギリスでは9月27日に発売された、アルター・ブリッジのスタジオ・アルバムである。

## 背景
『フォートレス』はフロリダ州のオーランドのスタジオ・バルバロッサで、2013年4月26日から7月2日までの間に収録された。このアルバムはヴォーカルのマイルス・ケネディがスラッシュのツアーで歌うために、ギタリストのマーク・トレモンティがソロ・デビューアルバム『オール・アイ・ワズ』をリリースするために、そしてドラマーのスコット・フィリップスが彼のバンドプロジェクティッドのレコーディングのためにアルター・ブリッジの活動が中断していたため、このアルバムに収められた楽曲は発売から三年以上前のツアーをやっていた頃に書かれていた。トレモンティはバンドがカヴァー・アートを決定しマスタリングも終えていると発表した。
7月には、ミュージックレイダーのインタビューで、トレモンティは「ザ・ウォーターズ・ライズ」でリード・ヴォーカルを歌うと明らかにした。この曲はアルバム『ウォーターズ・ライジング』に収められた楽曲である。『フォートレス』の全12曲の公式曲目やカヴァー・アートは2013年7月31日に発表された。アートワークはダン・トレモンティによってデザインされた。
8月4日には、リードシングル「アディクティッド・トゥ・ペイン」のためのカヴァー・アートが公開され、バンドはその翌日にこの曲がヨーロッパで8月12日に、アメリカ合衆国で8月20日に発売されると発表した。このシングルは発売の数日前までストリーミングが可能だった。9月5日に、「アディクティッド・トゥ・ペイン」の公式映像が公開された。この映像は賞を受賞しているダン・カトゥーロ監督によって撮影された。9月23日に、バンドはメタル・ハンマーのウェブサイトでイギリス限定盤として期間限定でアルバム全体をストリーミングした。
10月24日に行われたブレイヴワーズのインタビューで、マイルズ・ケネディはベスト・バイ・B-サイドの「アウトライト」という楽曲は間違って題名を付けられたと述べた。作成中の段階では、予てから「アウトライト・トゥー」という題名で収録されていたので、この曲の暫定的な題名は「アウトライト・トゥー」とされていた。この曲がマスタリングの段階に入ると、題名は変更されなかったが後になって誤って「アウトライト」と印刷された。この曲は「ネヴァー・セイ・ダイ」と名付けられ、新しい印刷で売り出されることになる。

## 収録曲
1. クライ・オブ・アキレス (Cry of Achilles)
2. アディクテッド・トゥ・ペイン (Addicted to Pain)
3. ブリード・イット・ドライ (Bleed It Dry)
4. ラヴァー (Lover)
5. ジ・アンインヴァイテッド (The Uninvited)
6. ピース・イズ・ブロークン (Peace Is Broken)
7. カーム・ザ・ファイアー (Calm the Fire)
8. ウォーター・ライジング (Waters Rising)
9. ファーザー・ザ・ザ・サン (Farther than the Sun)
10. クライ・ア・リヴァー (Cry a River)
11. オール・エンズ・ウェル (All Ends Well)
12. フォートレスFortress)

日本盤ボーナス・トラック
13. ゼロ (Zero)
14. ホーム (Home)

## メンバー
- マイルズ・ケネディ (ボーカル)
- マーク・トレモンティ (ギター)
- ブライアン・マーシャル (ベース)
- スコット・フィリップス (ドラムス)